# Kayla Harrisonová
Kayla Harrisonová-Yazellová (* 2. července 1990 Middletown, Ohio) je americká zápasnice–judistka a grapplerka, dvojnásobná olympijská vítězka z let 2012 a 2016. Dnes se věnuje MMA a v profesionální kariéře má aktuální skóre 17:1.

## Sportovní kariéra
S judem začinala v 6 letech na předměstí Daytonu v Centreville v klubu Renshuden Judo Academy pod vedením Daniela Doyla. Po osobních problémech s trenérem Doylem se koncem roku 2007 přesunula do Bostonu, kde se na jeho předměstí ve Wakefieldu připravuje pod vedením Jima Pedra a Jimmyho Pedra. V roce 2008 byla ve Wakefieldu dvorní sparingpartnerkou Rondy Rouseyové, se kterou se připravovala na olympijské hry v Pekingu. V polotěžké váze do 78 kg však nedostala možnost startovat na květnovém panamerickém mistrovství v Miami, kde její krajanka Katie Moccová olympijskou kvalifikační kvótu v polotěžké váze pro Spojené státy nezískala.
Mezi světovou špičkou v polotěžké váze se prosazuje od roku 2010 a v témže roce získala nečekaný titul mistryně světa. Své vysoké sportovní ambice potvrdila o dva roky později na olympijských hrách v Londýně. Kritickou chvíli prožila ve čtvrtfinále, kdy otočila nepříznivě vyvíjecí se zápas s Maďarkou Abigél Joóovou až po jejím zranění. Ve finále porazila Britku Gemmu Gibbonsovou a získala pro Spojené státy první zlatou olympijskou medaili z judistických soutěží. V roce 2016 na olympijských hrácj v Riu zlatou olympijskou medaili obhájila po zcela dominantním výkonu v boji na zemi.
Od svého prvního trimfu na olympijských hrách odolává lukrativním nabídkám profesionální zápasnické organizace Ultimate Fighting Championship zápasit v MMA.
Kayla Harrisonová je judistka s nestandardním pravým úchopem. V technikách v postoji (tači-waza) u ní dominuje pravé ko-uči-gake, o-soto-gari nebo krásné sode-curikomi-goši. Ve finále mistrovství světa v roce 2010 zaskočila svojí soupeřku technikou o-soto-gari provedenou na levo. Její doménou na tatami je však boj na zemi (ne-waza). Její specialitou jsou techniky sumbise – páčení (kansecu-waza), škrcení (šime-waza). Tyto techniky piluje s grapplery (tzv. Brazilské jiu-jitsu).

### Vítězství
- 2010 – 6x světový pohár (Abú Zabí, Sao Paulo, Isla Margarita, San Salvador, Miami, Birmingham)
- 2011 – 2x světový pohár (Miami, Čching-tao)
- 2012 – 4x světový pohár (Budapešť, Düsseldorf, Miami, Rio)
- 2013 – 1x světový pohár (Montevideo)
- 2014 – 3x světový pohár (Miami, Havana, Kano Cup)
- 2015 – 4x světový pohár (Düsseldorf, Tbilisi, Budapešť, Kano Cup), turnaj mistrů (Rabat)
- 2016 – 1x světový pohár (Budapešť), turnaj mistrů (Guadalajara)

## Výsledky
| Olympijské hry          |     |   | —  |     |    |    | 1. |    |    |     | 1. |  |  |  |  |  |  |  |  |  |  |  |  |  |
| Mistrovství světa       |     | — |    | úč. | 1. | 3. |    | —  | 3. | úč. |    |  |  |  |  |  |  |  |  |  |  |  |  |  |
| Panamerické hry         |     | — |    |     |    | 1. |    |    |    | 2.  |    |  |  |  |  |  |  |  |  |  |  |  |  |  |
| Panamerické mistrovství | —   | — | —  | —   | 3. | 1. | —  | 3. | —  | 2.  | 1. |  |  |  |  |  |  |  |  |  |  |  |  |  |
| MS juniorů              | úč. |   | 1. | 2.  |    |    |    |    |    |     |    |  |  |  |  |  |  |  |  |  |  |  |  |  |